# Potencialna energija
Potenciálna energíja (oznaka {\displaystyle E_{\rm {p}}} ali U) je energija, ki jo ima telo zaradi svoje lege v polju sil. Potencialna energija se zmanjša, če se telo premakne v smeri sile, ki deluje nanj, in poveča, če se premakne v nasprotni smeri. Zgled za potencialno energijo je težnostna potencialna energija. Telo z dano maso ima zaradi težnostnega privlaka v Zemljinem težnostnem polju potencialno energijo, ki se sprosti, če telo spustimo, da pade. Potencialna energija je odvisna od teže telesa(m) in višinske razlike(h), Gravitacijskiega pospeška(g), ki je odvisen od lege na Zemlji(približek 9,8{\displaystyle {\frac {m}{s^{2}}}}), ko vse enote skupaj seštejemo dobimo splošno formulo Wp=mgh(masa telesa{\displaystyle \times }gravitacijski pospešek{\displaystyle \times }višinska razlika).Rezultat dobimo v merski enoti džul(J).

## Težnostna potencialna energija
To je energija, ki jo ima telo zaradi svoje lege v Zemljinem težnostnem polju, in je tem večja, čim višje leži telo. Zgleda zanjo sta energija, ki jo ima skala na vrhu gore ali voda v jezu hidroelektrarne. V približku lahko vzamemo, da je težnostna potencialna energija premosorazmerna višini h:
{\displaystyle W_{\rm {p}}=mgh\!\,.}
Pri tem je {\displaystyle m} masa telesa, {\displaystyle g} težni pospešek, {\displaystyle h} pa višina telesa glede na izbrano ničelno ravnino, v kateri smo določili, da je potencialna energija enaka nič. Potencialna energija je torej določena samo do aditivne konstante natančno.
Ker se težni pospešek spreminja z oddaljenostjo od središča Zemlje, velja zapisani izraz samo v približku, ko je višina h zanemarljivo majhna v primerjavi s polmerom Zemlje. V astronomiji ali ob obravnavanju gibanja vesoljskih plovil tega približka ne moremo uporabiti, ampak moramo integrirati silo teže v splošni obliki, kot jo podaja gravitacijski zakon:
{\displaystyle W_{\rm {p}}=\int _{h_{0}}^{h_{0}+h}{\kappa mM \over r^{2}}\mathrm {d} r\!\,.}
Pri tem je {\displaystyle h_{0}} polmer Zemlje, M njena masa, κ pa gravitacijska konstanta. Višino h merimo od Zemljinega površja navzgor, potencialna energija pa je definirana tako, da je enaka nič na površju Zemlje.
Če definiramo potencialno energijo tako, da je enaka nič v središču Zemlje in izberemo h tako, da meri razdaljo od središča Zemlje, ima potencialna energija zunaj Zemlje dva člena:
{\displaystyle W_{\rm {p}}=\int _{h_{0}}^{h}{\kappa mM \over r^{2}}\mathrm {d} r+\int _{0}^{h_{0}}{\kappa mM \over h_{0}^{2}}{r \over h_{0}}\mathrm {d} r\!\,.}
Integral lahko izračunamo:
{\displaystyle W_{\rm {p}}=\kappa mM\left[{1 \over h_{0}}-{1 \over h}\right]+{1 \over 2}{\kappa mM \over h_{0}}=\kappa mM\left[{3 \over 2h_{0}}-{1 \over h}\right]\!\,.}
Pri obravnavi potencialne energije v težnostnem polju težkega telesa pogosto definiramo potencialno energijo tako, da je ta enaka nič v neskončni oddaljenosti od središča privlaka. Tako definirana potencialna energija je negativna, pri končnih oddaljenostih r od središča privlaka pa lahko, če slednjega aproksimiramo s točkastim telesom, zapišemo za težnostno potencialno energijo enostaven izraz:
{\displaystyle W_{\rm {p}}=-{\kappa mM \over r}\!\,.}

## Električna potencialna energija
Električna potencialna energija je energija, ki jo ima telo z nabojem e v zunanjem električnem polju E. Na točkast naboj e deluje konservativna elektrostatska sila eE, ki pri premiku iz točke r' v točko r opravi delo:
{\displaystyle A=\int {\vec {\mathbf {F} }}\,\mathrm {d} {\vec {\mathbf {s} }}=e\int _{\vec {\mathbf {r'} }}^{\vec {\mathbf {r} }}{\vec {\mathbf {E} }}\,\mathrm {d} {\vec {\mathbf {s} }}\!\,.}
Zapisani določeni integral predstavlja potencialno razliko, ki ji v primeru električnega potenciala rečemo električna napetost:
{\displaystyle U({\vec {\mathbf {r'} }},{\vec {\mathbf {r} }})=\int _{\vec {\mathbf {r'} }}^{\vec {\mathbf {r} }}{\vec {\mathbf {E} }}\,\mathrm {d} {\vec {\mathbf {s} }}\!\,.}
Pogosto si pri računu izberemo neko točko {\displaystyle {\vec {\mathbf {r} }}_{0}} in računamo napetosti vseh točk glede na dano točko. V tem primeru krajevnega vektorja {\displaystyle {\vec {\mathbf {r} }}_{0}} ne navajamo vsakič, saj je konstanten. Tako vpeljani električni napetosti rečemo električni potencial {\displaystyle U({\vec {\mathbf {r} }})}. Pri obravnavi točkastih nabojev si pogosto za referenčno točko izberemo neskončnost ({\displaystyle {\vec {\mathbf {r} }}_{0}\rightarrow \infty }). Potencial točkastega naboja e lahko tako zapišemo:
{\displaystyle U(r)=-{\frac {1}{4\pi \epsilon _{0}}}{\frac {e}{r}}\!\,.}
Delo pri premiku naboja v električnem polju lahko zapišemo kot produkt naboja in električne napetosti, oziroma kot produkt naboja in razlike električnih potencialov:
{\displaystyle A=eU({\vec {\mathbf {r'} }},{\vec {\mathbf {r} }})=eU({\vec {\mathbf {r} }})-eU({\vec {\mathbf {r'} }})\!\,.}
Ker je električna sila konservativna, je delo odvisno samo od začetne in končne lege, ne pa od poti med njima. Zato lahko vpeljemo električno potencialno energijo Wep kot produkt električnega naboja in električnega potenciala, v katerem se ta naboj nahaja:
{\displaystyle W_{\rm {ep}}=eU({\vec {\mathbf {r} }})\!\,.}

## Prožnostna energija
Ker je sila vzmeti konservativna, lahko tudi prožnostno energijo obravnavamo kot vrsto potencialne energije. Za vijačno vzmet, za katero velja Hookov zakon, lahko zapišemo:
{\displaystyle W_{\rm {pr}}={\frac {1}{2}}kx^{2}\!\,.}
Pri tem je k konstanta vzmeti, x pa raztezek.

## Kemijska energija
Tudi kemijska energija, ki se spreminja ob nastanku in razgradnji kemijskih vezi, lahko uvrščamo med potencialne energije.

## Potencialna energija, potencial in sila
Pojem potencialne energije je tesno povezan s pojmoma potenciala in sile. Če je delo, ki ga sila opravi na zaključeni poti, enako nič, pravimo, da je sila konservativna. V tem primeru lahko z integriranjem sile po kraju vpeljemo potencial. Polje sil lahko izračunamo kot gradient potenciala.
Zgled konservativne sile je teža. Če je vrednost potencialne energije U izbranega telesa v točki A enaka {\displaystyle U=a}, v točki B pa {\displaystyle U=b}, opravimo pri premiku telesa od točke A do točke B delo {\displaystyle (b-a)}. Če opravimo premik v obrantni smeri, je opravljeno delo enako {\displaystyle (a-b)}. Skupno delo pri premiku po zaključeni poti je torej enako:
{\displaystyle U_{A\to B\to A}=(b-a)+(a-b)=0\!\,.}
Potencialna energija je aditivna. Če redefiniramo potencialno energijo v točki A, tako da je ta enaka {\displaystyle a+c}, v točki B pa {\displaystyle b+c} (pri tem je c katerokoli realno število, ki pa mora biti enako za vse točke prostora), je delo, potrebno za premostitev razdalje med točkama A in B, enako kot prej:
{\displaystyle U_{A\to B}=(b+c)-(a+c)=b-a\!\,.}
V praksi to pomeni, da imamo popolno svobodo glede tega, kje izberemo ničlo potencialne energije. Ta je lahko enaka nič na površju Zemlje ali v katerikoli drugi točki, kakor je pač za račun najbolj priročno.
Značilnost konservativnih sil je, da delo, potrebno za premik iz točke A v točko B ni odvisno od poti, po kateri se premikamo iz ene točke v drugo. Če imamo opraviti z nekonservativnimi silami — zgleda zanje sta upor in trenje — je delo seveda odvisno od poti in v takšnem primeru ne moremo vpeljati potenciala in potencialne energije.